# Ettore Quaglierini
Ettore Quaglierini (Livorno, 28 aprile 1893 – Praga, 27 gennaio 1953) è stato un antifascista italiano, noto anche come Pablo Bono.

## Gli inizi
Ettore Quaglierini nasce a Livorno nel 1893. Iscritto al PSI dal 1913, è corrispondente dell'Avanti! Nel primo dopoguerra si laurea in scienze sociali a Firenze ed è attivista sindacale a Livorno ed in Toscana.
Alla scissione dal PSI partecipa alla nascita del Partito Comunista Italiano il 21 gennaio 1921. Diviene delegato del PC d'I. e nel febbraio dello stesso anno è a Torino dove ricopre incarichi politici e sindacali, collaborando, tra l'altro, a L'Ordine Nuovo, il quotidiano fondato da Antonio Gramsci.
Nel 1922 è segretario della federazione comunista di Varese, di Como e di Sondrio; le violenze fasciste dilagano nel Paese, il movimento operaio attraversa una gravissima crisi: Quaglierini, come tanti altri esponenti democratici, viene aggredito da una squadraccia fascista e gravemente ferito. Deve lasciare l'Italia ed emigra in Francia.

## Esilio
Dal 1923 al 1931, delegato dal partito, svolge una intensa attività politica, sindacale ed editoriale negli ambienti dell'emigrazione italiana in vari paesi europei (Germania, Francia, Belgio, Unione Sovietica) e dell'America Latina (Argentina e Uruguay), quale membro del segretariato sudamericano del Comintern. È di questo periodo la collaborazione a numerosi giornali e riviste: "Vie Ouvriere", "La Riscossa", "L'Humanitè", "Europe", "Drapeau Rouge" e la creazione della casa editrice Europa-America (1926). Amico e collaboratore dello scrittore Henri Barbusse, propone nel 1928 un vasto piano di edizioni di testi nelle lingue delle numerose emigrazioni, che prenderà forma nella collana "Monde" e nei suoi servizi editoriali internazionali. Ed è sovente a Parigi che avvengono gli incontri con Togliatti con il quale rimarrà sempre in stretti rapporti di collaborazione.
Nel 1931 è in Spagna, dove rimarrà, salvo brevi periodi passati in Urss ed a Parigi, fino al 1939.
A Barcellona fonda e dirige una grande libreria, dedicandosi al lavoro antifascista. Conosce, fra gli altri, Federico García Lorca Antonio Machado, Rafael Alberti.
Durante il "Bienio Negro" è arrestato ed imprigionato. Una volta rilasciato si trasferisce nel 1935 a Madrid per dirigervi la sede centrale di Europa-America.

## La Guerra Civile Spagnola
Nel 1936 "Pablo Bono", questo è il nome di battaglia che Ettore Quaglierini assume in Spagna, oltre a quello di "Paolo Clavego", accorre sulla Somosierra allo scoppio della guerra civile spagnola. Anima la resistenza ed è uno degli organizzatori e comandanti dei battaglioni "Vittoria" e "Acciaio" del Quinto Reggimento. Il suo impegno si realizzerà durante tutta la guerra nell'ambito dell'Esercito Repubblicano Spagnolo pur mantenendo il coordinamento con le Brigate Internazionali. È inviato sul fronte dell'Estremadura dove partecipa ai combattimenti di Navalmoral de la Mata e Oropesa.
Dopo la caduta di Toledo, è richiamato dal Comitato madrileno del Partito Comunista di Spagna ed incaricato di riorganizzare il Fronte del Tago: è in quei giorni che viene sconfitto il disegno franchista di completare l'accerchiamento di Madrid. Ristabilita la situazione sul Tago, torna in Estremadura dove le scarse forze repubblicane sono costrette a retrocedere. Il Partito comunista di Spagna gli invia in tutta fretta i suoi migliori e giovani elementi ed egli, sul fronte stesso, crea una scuola di Commissari. È in questa occasione che, con lo pseudonimo "Paolo Clavego" scrive il testo di divulgazione El trabajo de los comisarios politicos  (Edizioni Europa-America 1937) È nominato Commissario alle fortificazioni. Al principio di novembre 1936 è chiamato nella sezione operazioni dello Stato Maggiore della Giunta di Difesa di Madrid e inviato con 500 uomini a Talavera, nelle retrovie franchiste, con lo scopo di distruggere l'aeroporto da dove l'aviazione nemica decolla per bombardare Madrid: l'operazione ha pieno successo.
Nel gennaio del '37 è nominato Commissario di Guerra del Terzo Corpo di Esercito con il grado di generale e partecipa alla grande battaglia del Jarama, dove i franchisti sono definitivamente bloccati.  È in questa occasione che incontra il giovane colonnello Malinovskj che diventerà maresciallo dell'Unione Sovietica e poi ministro della Difesa. Manterranno anche in seguito un rapporto di profonda amicizia.
Nell'inverno 1937-38 è nominato Commissario dell'Esercito di Manovra, comandato dal generale Vicente Rojo.Passa al Commissariato del Gruppo di Esercito. Lancia i primi numeri della rivista "El Comisario" e partecipa al progetto di una grande operazione, a Fuente Ovejuna in Estremadura, che viene riconquistata dai repubblicani. Dopo il golpe del colonnello Casado, che causa la caduta definitiva della Repubblica, Quaglierini è arrestato ma riesce a sottrarsi alla fucilazione ed a riparare in Algeria e poi in Francia (1939).

## In America Latina
Nella primavera del 1940 è nuovamente inviato in America Latina, dove entra nella direzione del Partito Comunista Uruguayano. Riprende il lavoro delle edizioni internazionali contemporaneamente alle attività di mobilitazione popolare contro il nazismo. In quel periodo è a capo della "Libreria-Editorial America" e della casa editrice "Pueblos Unidos". Fonda e dirige "Alleanza Garibaldi", l'organizzazione antifascista per l'aiuto delle vittime della guerra.

## Ritorno in Europa
Rientrato in Italia nel 1946, riprende la sua attività politica e culturale. Inviato in Sicilia, viene eletto Segretario del Comitato Federale del PCI di Catania. Partecipa attivamente alle campagne elettorali, e all'organizzazione delle rivendicazioni contadine per l'assegnazione delle terre incolte a braccianti e contadini.
Nel 1948 è candidato al senato e alla camera dei deputati ma 23.000 voti non bastano per mandarlo a Montecitorio.
Chiamato a Roma, dopo un periodo trascorso alla Fondazione Gramsci, collabora, su richiesta di Togliatti, a Rinascita (rivista) e lavora intensamente alla creazione della omonima libreria di cui è nominato direttore. Continua anche l'attività editoriale organizzando la pubblicazione di letteratura marxista ma anche dei grandi classici a prezzi contenuti per la divulgazione tra le classi meno abbienti.
La guerra fredda, la guerra di Corea e il pericolo nucleare preoccupano seriamente il mondo: nel 1949, data la sua esperienza in campo internazionale, Quaglierini viene inviato a Praga dove collabora all'organizzazione del Consiglio Mondiale della Pace. È a Vienna nel dicembre del 1952 al Congresso Mondiale della Pace. Tornato a Praga muore improvvisamente il 27 gennaio 1953.